# Врховна команда савезничких снага
Врховна команда савезничких снага је орган стратешког вођства армијске групе савезничких снага Сједињених Држава и Велике Британије у медитеранским и западноевропским операцијама током Другог светског рата, створен за координацију непријатељстава.

## Историја команди
Створено у августу 1942. у Великој Британији под командом генерала Двајт Д. Ајзенхауерa као седиште снага које учествују у операцији Бакља (енг. Torch). Ајзенхауер је истовремено постављен за врховног команданта савезничких експедиционих снага. Међутим, термин „експедиционар“ је убрзо уклоњен из наслова места из разлога тајности и Ајзенхауер је постао познат само као врховни командант савезничких снага.
Након успешног завршетка операције Бакља и победе британских трупа код Ел Аламеина, постало је неопходно даље координирање непријатељстава. С тим у вези, у фебруару 1943. године, британска 8. армија, напредујући у Либији, дошла је под оперативно потчињавање савезничке Врховне команде.
Ајзенхауер је руководио искрцавањем савезника у јулу 1943. и Италијом у септембру 1943. године. У јануару 1944. године отпутовао је за Велику Британију како би преузео команду над трупама које се припремају за слетање у Нормандију.
Британски фелдмаршал Г. Вилсон постао је врховни заповедник у медитеранским операцијама. У децембру 1944. године, Вилсон је постављен за шефа британске војне мисије у Вашингтону да замени неочекивано преминулог фелдмаршала Ј. Дила. На место Вилсона, који је био на тој функцији до краја рата, постављен је фелдмаршал Х. Алекандер.
Савезничка врховна команда расформирана је 1. августа 1945.

## Састав 1944–1945 године
- Британско-канадска 21. армијска група (командант фелдмаршал Монтгомери)
- Америчка 12. армијска група (командант - генерал Бредли)
- Америчко-француска 6. армијска група (командант - генерал-потпуковник Диверс)